# Euphorbia caerulans
Euphorbia caerulans ist eine Pflanzenart aus der Gattung Wolfsmilch (Euphorbia) in der Familie der Wolfsmilchgewächse (Euphorbiaceae). Sie ist ein Endemit Angolas.

## Beschreibung
Die sukkulente Euphorbia caerulans entspringt einer großen und knolligen Wurzel und entwickelt viele, dicht stehende, meist unverzweigte Triebe. Die vierkantigen Triebe werden bis 7, ausnahmsweise bis 15 Zentimeter lang und 15 bis 20 Millimeter dick. An den wellig gekerbten Kanten befinden sich hervortretende Warzen in einem Abstand von 15 Millimeter zueinander. Die dreieckigen Dornschildchen stehen einzeln, sie sind zunächst braun und färben bald um nach grau. Es werden zwei Dornen bis 5 Millimeter Länge und zwei Nebenblattdornen bis 4,5 Millimeter Länge ausgebildet. Die Pflanze ist normalerweise blattlos, die winzigen, sukkulenten Schuppenblätter werden fast unmittelbar abgeworfen.
Der Blütenstand besteht aus einzelnen und einfachen Cymen, die auf 2,5 Millimeter langen Stielen stehen. Die drei Cyathien erreichen etwa 5 Millimeter im Durchmesser, die mittleren sind männlich, die beiden seitlichen zweigeschlechtig. Die fünf (selten vier) elliptischen Nektardrüsen sind gelb gefärbt und stoßen aneinander. Die stumpf gelappte Frucht ist sitzend und wird etwa 4 Millimeter groß. Sie enthält die etwa 2 Millimeter großen Samen, die mit Warzen besetzt sind.

## Verbreitung und Gefährdung
Euphorbia caerulans ist im Südwesten von Angola verbreitet. Die Art ist ein seltener Endemit der östlichen niederen Karoo (Sukkulentenkaroo) und wird fast nur von der Hochebene Planalto da Humpata angegeben. Sie wird, wie viele Sukkulente, im Anhang II des Washingtoner Artenschutzübereinkommens aufgeführt, das hat zur Folge, dass ein kommerzieller Handel nur mit einer Unbedenklichkeitsprüfung des Ausfuhrstaates möglich ist.

## Taxonomie und Systematik
Die Erstbeschreibung der Art erfolgte 1898 durch Ferdinand Albin Pax. Ein Synonym zu dieser Art ist Euphorbia coerulans hort., die Originalschreibweise cærulans (mit Ligatur) wird unterschiedlich als caerulans oder inkorrekterweise als coerulans transkribiert. Euphorbia caerulans wird innerhalb der Gattung Euphorbia der Untergattung und der Sektion Euphorbia zugerechnet, deren etwa 340, meist sukkulente Arten morphologisch durch den Besitz von Dornschildchen ausgezeichnet sind. Die früher von Pax selbst für die namibischen Arten aufgestellte Sektion Tetracanthae, der die Art traditionell zugeordnet wurde, wurde noch von Susan Carter 1994 aufrechterhalten, sie wird heute meist nicht mehr anerkannt.